# Ivan (gorille)
Pour les articles homonymes, voir Ivan.
Ivan est un gorille des plaines de l'Ouest né en 1962 dans l'actuelle République démocratique du Congo.
Il est capturé dans la nature alors qu'il est bébé, puis « sauvé », est amené vivre avec des humains. Pendant les premières années de sa vie, il vit avec ses propriétaires, mais son imposante croissance oblige à trouver une autre solution. Il est ainsi placé dans une enceinte en béton exposée au public d'un centre commercial à Tacoma, aux États-Unis, où il passe 27 ans.
Après une campagne sur les conditions de vie de l'animal par des organisations locales de protection des animaux, il est placé en 1994 dans un établissement capable de prendre soin de lui correctement, au Woodland Park Zoo de Seattle. Peu de temps après, il est prêté indéfiniment au Zoo d'Atlanta, en Géorgie. Il y passe ses dernières années jusqu'à sa mort en août 2012.
L'histoire d'Ivan est romancée dans le livre The One and Only Ivan (2012) de Katherine Alice Applegate, qui est adapté en film sous le nom Le Seul et Unique Ivan (2020).

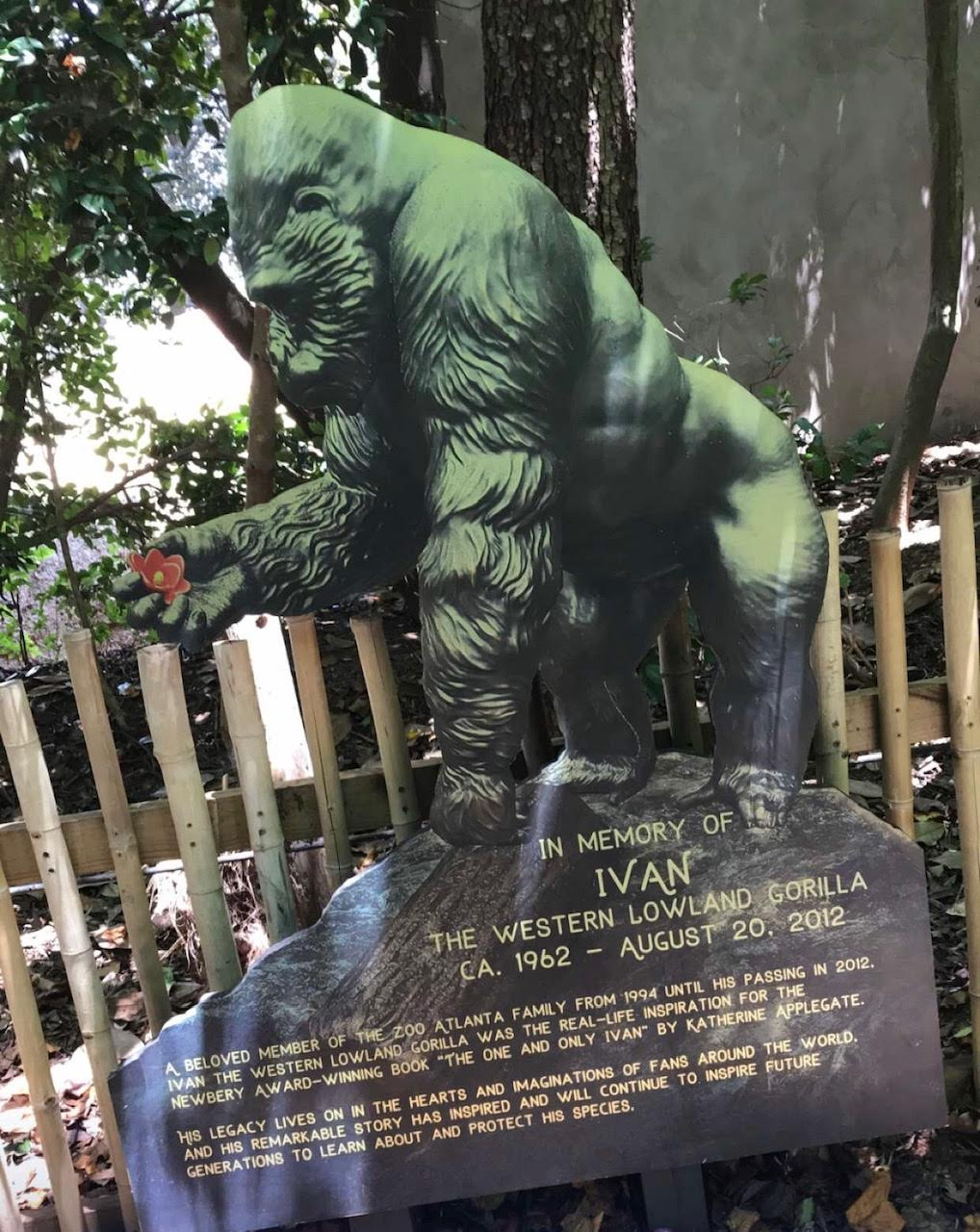
Mémorial d'Ivan au Zoo d'Atlanta.